# Venezillo rubropunctatus
Venezillo rubropunctatus är en kräftdjursart som först beskrevs av Gustav Budde-Lund 1893.  Venezillo rubropunctatus ingår i släktet Venezillo och familjen Armadillidae. Inga underarter finns listade i Catalogue of Life.